# مسرع جسيمات

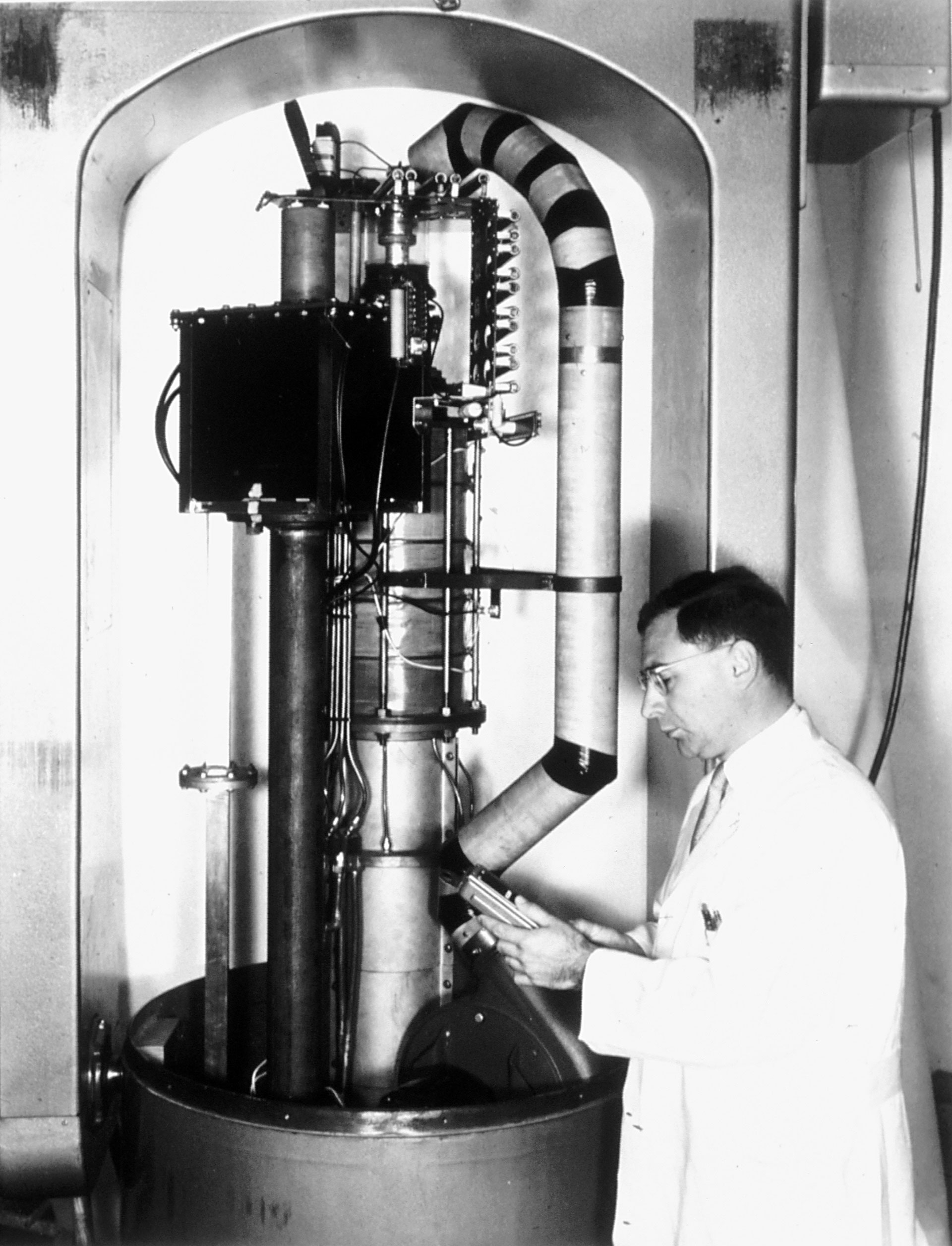
الأجزاء الداخلية من مسرع جسيمات أنشئ من أجل محاولة علاج السرطان في خمسينيات القرن العشرين

مسرع جسيمات أو معجل جسيمات أو معجل هو جهاز يستخدم المجالات الكهربائية لتعجيل جسيمات الشحنات الكهربائية إلى سرعات عالية وتحديدها في أشعة موجهة. أجهزة التلفاز المبنية على أنبوب الأشعة المهبطية تستخدم مسرع سرعة بسيط.
يوجد نوعان من مسرعات السرعة: المسرعات الخطية أو المستقيمة و المسرعات الدائرية. ويشار إلى المسرعات المستخدمة كمصادمات للجسيمات بمحطمات الذرة‏.

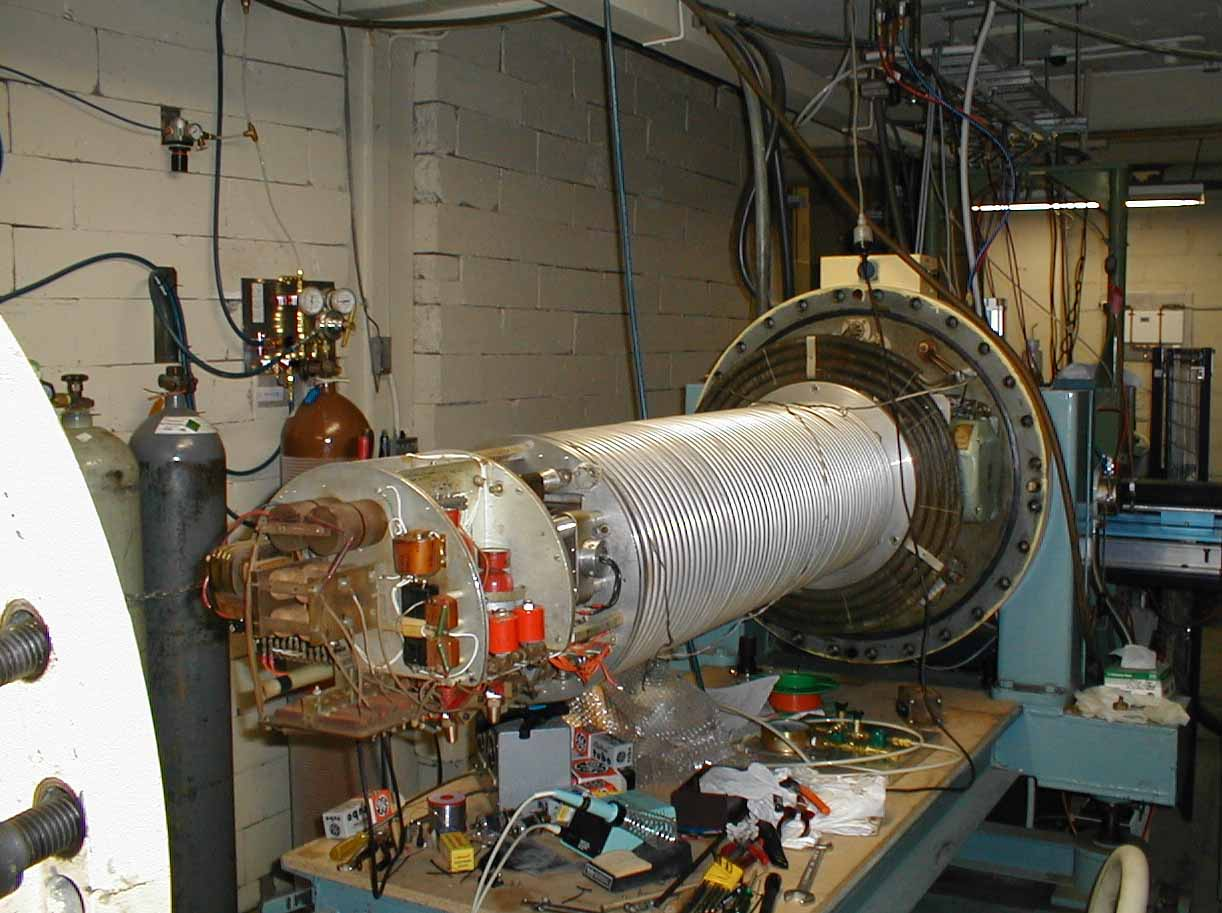
مسرع خطي من نوع فان دي جراف لتسريع الإلكترونات حتى طاقة 2 ميجا إلكترون فولت أثناء عمليات الصيانة. عند تشغيله فلا بد من إخلاء المكان من العاملين حتى لا يصابوا بالإشعاع.

مثال على المصادمات يوجد بمدينة جينيف قامت ببنائه حديثاً المنظمة الأوروبية للبحث النووي وهو مصادم الهدرونات الكبير.

## الاستخدام

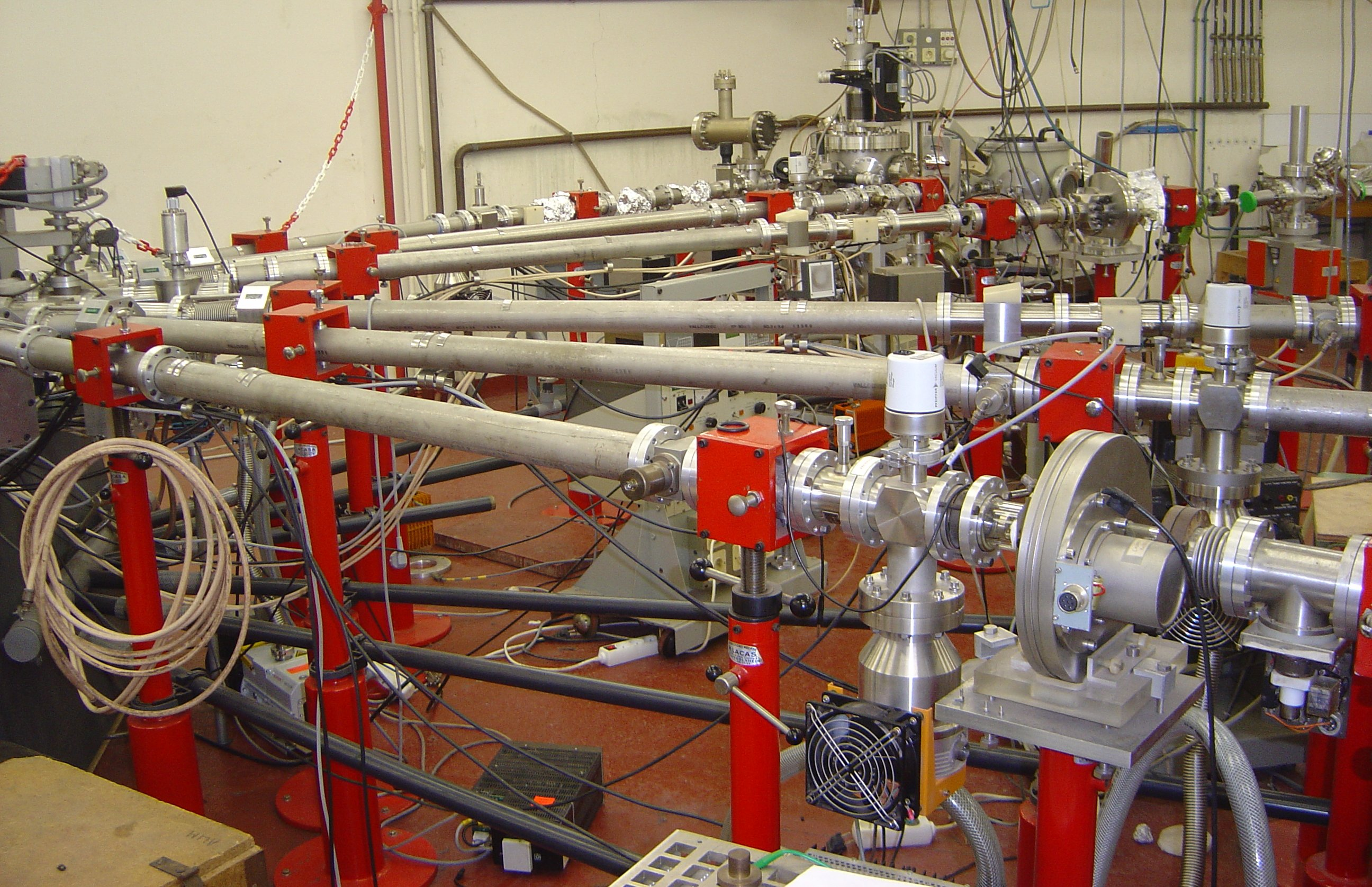
تقود خطوط الحزمة من مسرع فان ديجراف إلى مختبرات متعددة في المدينة الجامعية جيسي كامبوس في باريس

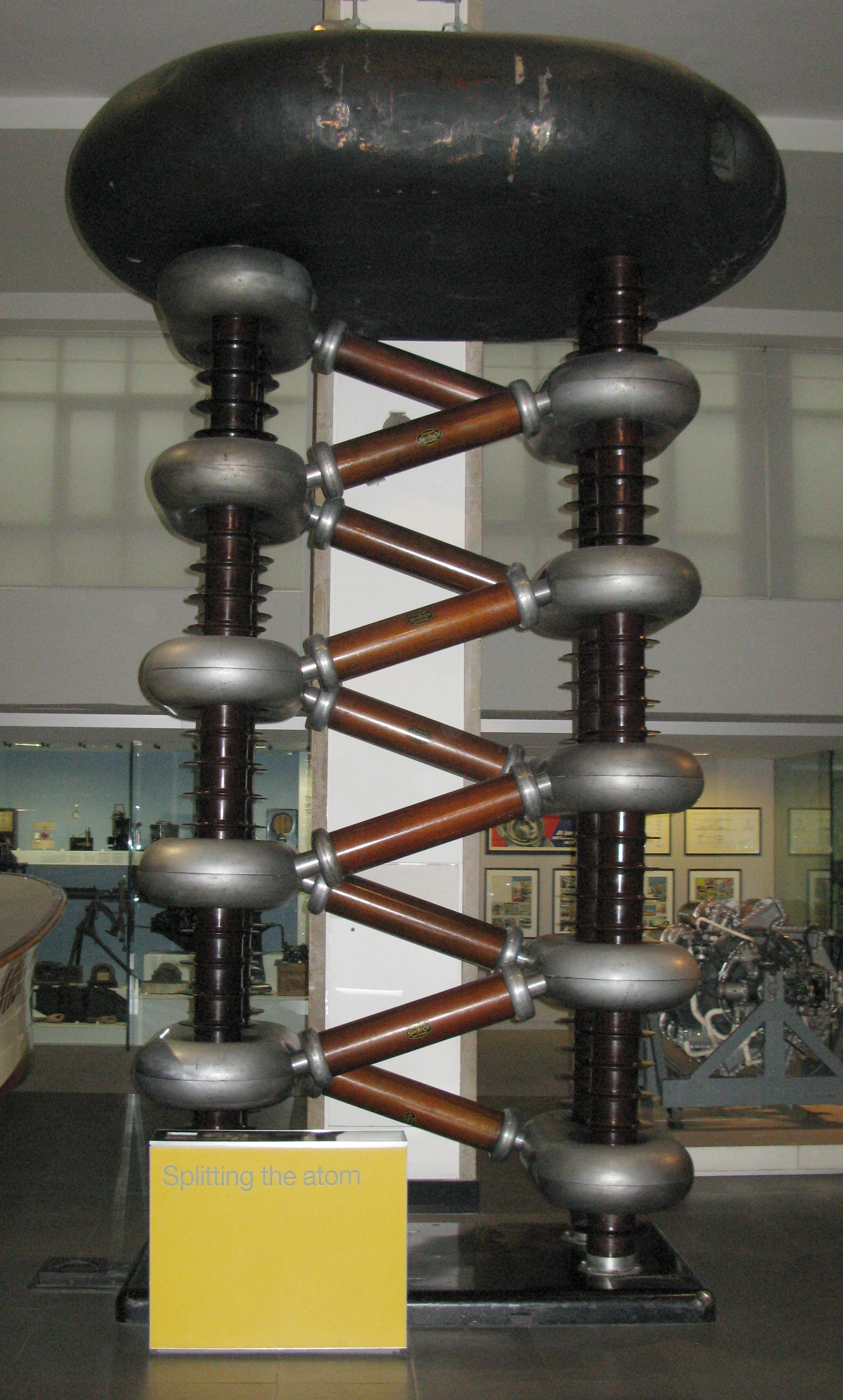
مسرع جسيمات بدائي وهو المسؤول عن مضاعفة الجهد الفولتي. وتلك القطعة من المسرع ساهمت في تطوير القنبلة الذرية. بنتها فيليبس سنة 1937 في آيندهوفن وهو موجود حالياً في متحف العلوم الوطني في لندن.

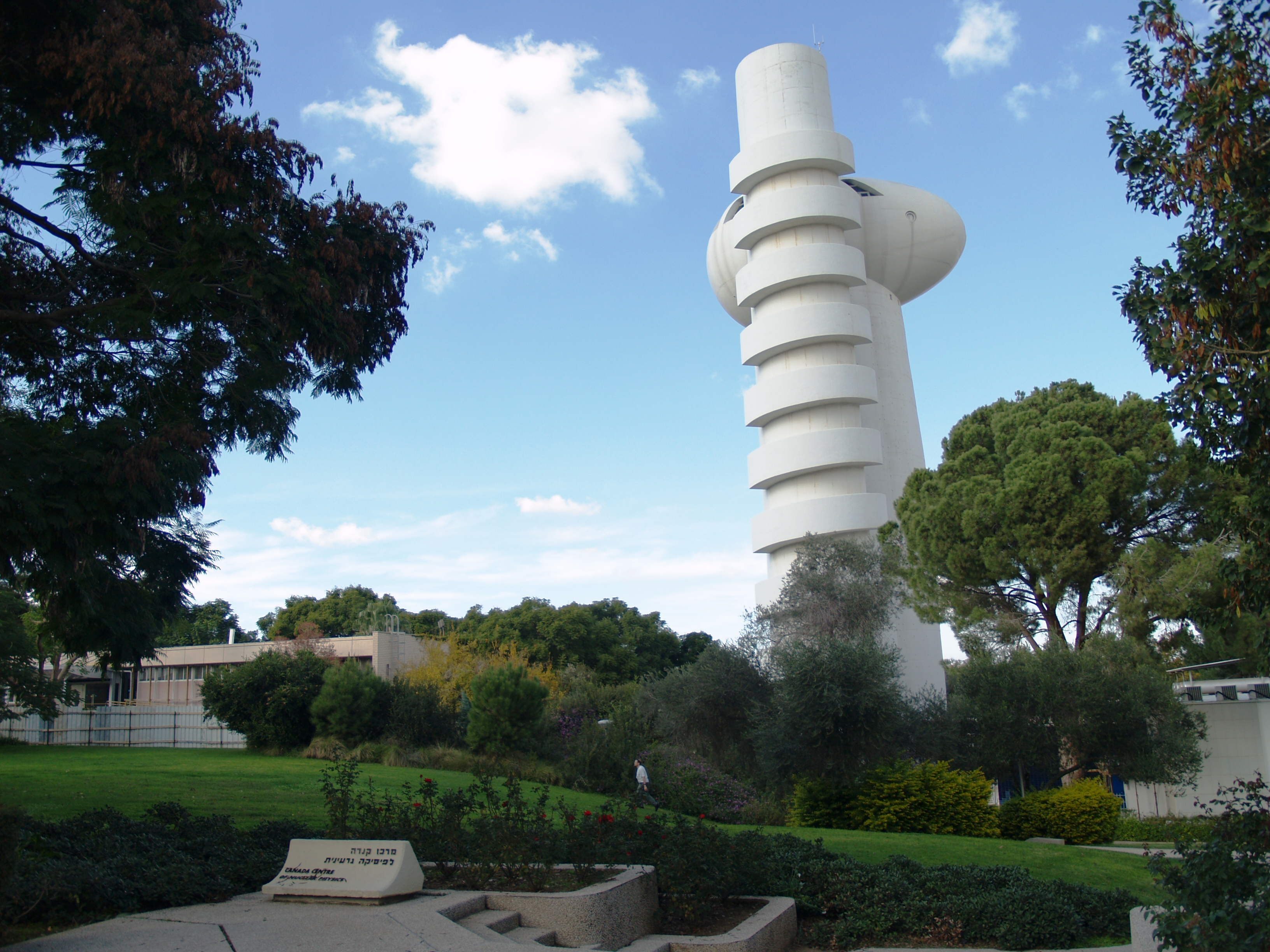
مسرع جسيمات مهجور في معهد وايزمان للعلوم في رحوفوت بإسرائيل.

يستفاد من حزم الجسيمات عالية الطاقة في كلاً من بحوث العلوم الأساسية والتطبيقية. ويقوم العلماء بإجراء التفاعلات بين الجسيمات في أعلى مستويات الطاقة الممكنة وذلك بغرض أكتشاف جسيمات أولية جديدة، وفهم بنية المادة و الكون والزمن . وتجرى التفاعلات عن طريق اصطدام جسيمات معروفة مثل الإلكترونات أو البروتونات عند طاقة حركية للجسيمات تقدر بعدة مئات الميجا إلكترون فولت إلكترون فولت ، كما وصل مصادم الهدرونات الكبير إلى إجراء تصادم البروتونات عند طاقة قدرها 7 تيرا إلكترون فولت ، أي أعلى 7000 مرة عن 1 جيجا إلكترون فولت.
ويحتاج الفيزيائيون إلى تسريع البروتونات إلى سرع عظيمة لأسباب منها : أولاً : للتغلب على التنافر الذي يحدث بين بروتونين شحنتهما موجبة، ثانياً :لأن زيادة طاقة البروتونين المتصادمين يمكن بها تخليق جسيمات كتلتها أكبر من كتلة البروتون، إذ يتحول جزء من طاقة البروتونين عند التصادم إلى مادة (طبقا لتكافؤ المادة والطاقة الذي اكتشفه أينشتاين) . أي أن البروتونين الناتجين عن التفاعل سيكون لهما وزناً أكبر مما كان قبل التصادم !. وثالثاً : كلما زادت طاقة البروتونات عند التصادم كلما زاد احتمال تكسر البروتون وانطلاق مكوناته التي هي أنواع من الكواركات . حتى أن مكشاف مصادم فيرميلاب يقوم بتسريع البروتونات في دائرة وتسريع نقيض البروتونات - وهو شحنته سالبة - في دائرة أخرى في اتجاه عكسي، ثم توجيه فيضي البروتونات ونقيض البروتونات للاصطدام، ودراسة نواتج الاصطدام. وتبدأ دراسة النواتج بقياسها أولا أي استخدام عداد جسيمات.
والتفاعلات و التآثر بين أبسط أشكال الجسيمات هي: اللبتونات (مثل إلكترونات وبوزيترونات وكواركات المادة، أو فوتونات والغلوونات في نظرية المجال الكمي). وبما أنه لايمكن الحصول على كواركات معزولة بسبب حجز اللون (بالإنجليزية: color confinement)‏‏، لذا فإن أبسط التجارب المتاحة تنطوي على أولا: تفاعلات اللبتونات مع بعضها البعض، ثم ثانيا: اللبتونات مع النوكليونات المحتوية على الكواركات والغلوونات. لدراسة اصطدام الكواركات مع بعضها البعض، لجأ العلماء إلى اصطدام النويات والتي قد تكون ذا فائدة في الطاقة العالية نظرا لأنها الأساس لتفاعل جسمين المحتويين على الكواركات والغلوونات. لذا يميل علماءالجسيمات الأولية إلى استخدام الأجهزة لتوليد حزم من الإلكترونات والبوزيترونات والبروتونات ومضاد بروتونات، فتتفاعل مع بعضها البعض أو مع أبسط النويات (مثل نواة الهيدروجين أو ديوتريوم) عند أعلى طاقة ممكنة، بشكل عام مئات من الكترون فولت فما فوق. فقد يستخدم علماء الذرة والكونيات حزم من الذرات المجردة، والخالية من الإلكترونات لفحص بنية وتفاعل وخصائص النويات نفسها وكثافة المادة في كثافة ودرجات حرارة قصوى، مثل التي يعتقد بأنها قد حدثت باللحظة الأولى من الانفجار العظيم.
إضافة إلى كونه ذو أهمية أساسية، فقد تتحد الإلكترونات ذات الطاقة العالية إلى حزم فوتونات متماسكة عالية الطاقة وساطعة بالكامل ـ فوق بنفسجية وأشعة سينيةـ خلال إشعاع سنكروتروني، فالفوتونات لها استخدامات عديدة في دراسة تكوين الذرة وفي الكيمياء وفيزياء المواد المكثفة، وعلوم الأحياء، والتكنولوجيا. ومن الأمثلة المضافة في منشأة السنكترون الأوروبية (ESRF) والتي استخدمت في الآونة الأخيرة لاستخراج صور مفصلة ثلاثية الأبعاد عن الحشرات المحاصرة داخل الكهرمان. ومن ثم هناك طلب كبير على مسرعات الإلكترون ذات طاقة الكترون فولت معتدلة وعالية الكثافة.

### مسرعات طاقة منخفضة
المثال اليومي لمسرعات الجسيمات هو أنبوب الأشعة المهبطية الموجودة بأجهزة التلفزيون وأيضا مولدات الأشعة السينية. وتلك المسرعات ذات الطاقة المنخفضة تستخدم في العادة زوجا واحدا من الأقطاب الكهربية مع جهد تيار مستمر من عدة آلاف فولت بينهما. وفي مولدات الأشعة السينية، يكون الهدف الذي تصتدم به الإلكترونات المسرعة هو نفسه أحد الأقطاب.
ويسمى أحد المسرعات ذات الطاقة المنخفضة زارع الأيون ion implanter ، وهو يـُستخدم في صناعة الدارات المتكاملة .

### مسرعات طاقة عالية
أنواع المسرعات ذات الجهد المستمر DC القادرة على تسريع الجسيمات المشحونة إلى سرعة كافية يبدأ عندها التفاعل النووي هي مولدات كوكروفت-والتون أو مضاعفات الجهد الفولتي والتي تحول التيار المتردد إلى تيار مستمر عالي الفولتية، أو مولدات فان دي جراف التي تستخدم كهرباء ساكنة، تقوم أحزمة مطاطية بتكوينها وتراكمها حتى طاقة 2 مليون فولت مثلا.
وتستخدم أضخم وأقوى مسرعات الجسيمات مثل مصادم ايونات ثقيلة بسرعات النسبية RHIC و مصادم الهادرونات الكبير (LHC) التابع لسرن (والذي بدأ بالعمل منذ منتصف نوفمبر 2009‏)
وكذلك تيفاترون في تجارب فيزياء الجسيمات.
وتنتج تلك المسرعات أيضا فيضا من البروتونات السريعة، تقترب سرعتها من سرعة الضوء مثل مصادم الهدرونات الكبير. وينتج بعضها الآخر عناصر غنية بالبروتونات بغرض استخدامها في الطب وهي تختلف عن العناصر الغنية بالنيوترونات والتي يمكن إنتاجها في المفاعلات النووية ، وقد بينت بعض الاكتشافات الجديدة طريقة لإنتاج الموليبدينوم-99 - والذي ينتج عادة في المفاعل النووي - عن طريق تسريع نظائر ثقيلة للهيدروجين,

إلا أن تلك الطريقة الجديدة تستلزم أيضا أنتاج النظير الثقيل للهيدروجين تريتيوم
في مفاعل نووي. ويوجد مثال لهذا المسرع المسمى
LANSCE في مختبر لوس ألاموس الوطني في لوس ألاموس، نيومكسيكو
Los Alamos Laboratory ب الولايات المتحدة الأمريكية.

## مسرعات السرعة الخطية
في مسرعات السرعة الخطية يتم تعجيل الجسيمات في خط مستقيم بحيث يكون الهدف في نهاية الخط.
أشهر امثلة لمسرعات السرعة الخطية وأكثر انتشاراً هو أنبوب الأشعة المهبطية والمستخدم في أجهزة التلفاز التقليدية.
أطول مسرع سرعة خطي هو مسرع ستانفورد الخطي (بالإنجليزية: Stanford Linear Accelerator)‏ والبالغ طوله ثلاث كيلومترات.

## مسرعات السرعة الدائرية
في المسرعات الدائرية يتم تسريع الجسيمات في مسار دائري عن طريق مغناطيسات كهربائية تحافظ على منحني دوران فيض الجسيمات المعجلة . و يتميز مسرع السرعة الدورانية بإمكانية تعجيل الجسيمات بشكل مستمر ولمدة غير محددة في دائرة المعجل.
أكبر مسرع دائري حاليا هو مصادم الهدرونات الكبير الموجود على حدود فرنسا و سويسرا و يبلغ محيطه 27 كيلومتر وهو مبني بكامله تحت الأرض على عمق متوسط يبلغ 100 متر. وقد بدأ العمل فعليا عام 2010 والفيزيائيون شغوفون بما سيحصلون منه من نتائج علمية جديدة قد تغير من فهمنا الحالي لطبيعة الكون .
- يرتبط بناء الكون، نشأته ومصيره ارتباطا أساسيا بالجسيمات الأولية وخواصها المكونة للكون، فالجسيمات الأولية هي اللبنات الأولية التي تكوّن الكون، فمنها تتكون أخف الذرات وهو الهيدروجين ومنها تتكون جميع العناصر الموجودة في الكون، ومنها الكربون و النيتروجين و الأكسجين و الهيدروجين وهي العناصر التي تكون المادة الحية، والكائنات الحية ومنها الإنسان.
- لهذا يهتم الفيزيائيون والحكومات ببناء تلك المصادمات الضخمة، وما تتكلفه من كلفة باهظة (تكلف مصادم الهدرونات الكبير حتى الآن نحو 3 مليارات يورو) ، بغرض معرفة بناء الكون، وموقع الإنسان فيه.